# Margaret Burgess

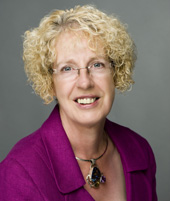
Margaret Burgess

Margaret Burgess (* 7. Dezember 1949 in der Region Ayrshire) ist eine schottische Politikerin und Mitglied der Scottish National Party (SNP).

## Leben
Burgess wuchs in Ayrshire auf und lebt seit über 40 Jahren in der Region des heutigen Wahlkreises Cunninghame South. Vor ihrer Wahl in das Schottische Parlament war sie Leiterin des Bürgerbüros von East Ayrshire.

## Politischer Werdegang
Seit ihrer Volljährigkeit ist Burgess SNP-Mitglied. Bei den Parlamentswahlen 2011 trat sie erstmals zu Wahlen auf nationaler Ebene an. Sie gewann das Direktmandat des Wahlkreises Cunninghame South und zog damit erstmals in das Schottische Parlament ein. Dabei errang sie das Mandat vor der Labour-Politikerin Irene Oldfather, die seit 1999 für Cunninghame South in das Parlament entsandt wurde. Zu den schottischen Parlamentswahlen 2016 trat Burgess nicht mehr an und schied in der Folge aus dem Parlament aus. Ihre Nachfolgerin Ruth Maguire hielt das Mandat für die SNP.